# Adele Meurer
Adele Luise Meurer (* 9. November 1852 in Antwerpen; † 21. November 1923 in Marburg an der Lahn) war eine deutsche Frauenrechtlerin.

## Biographie

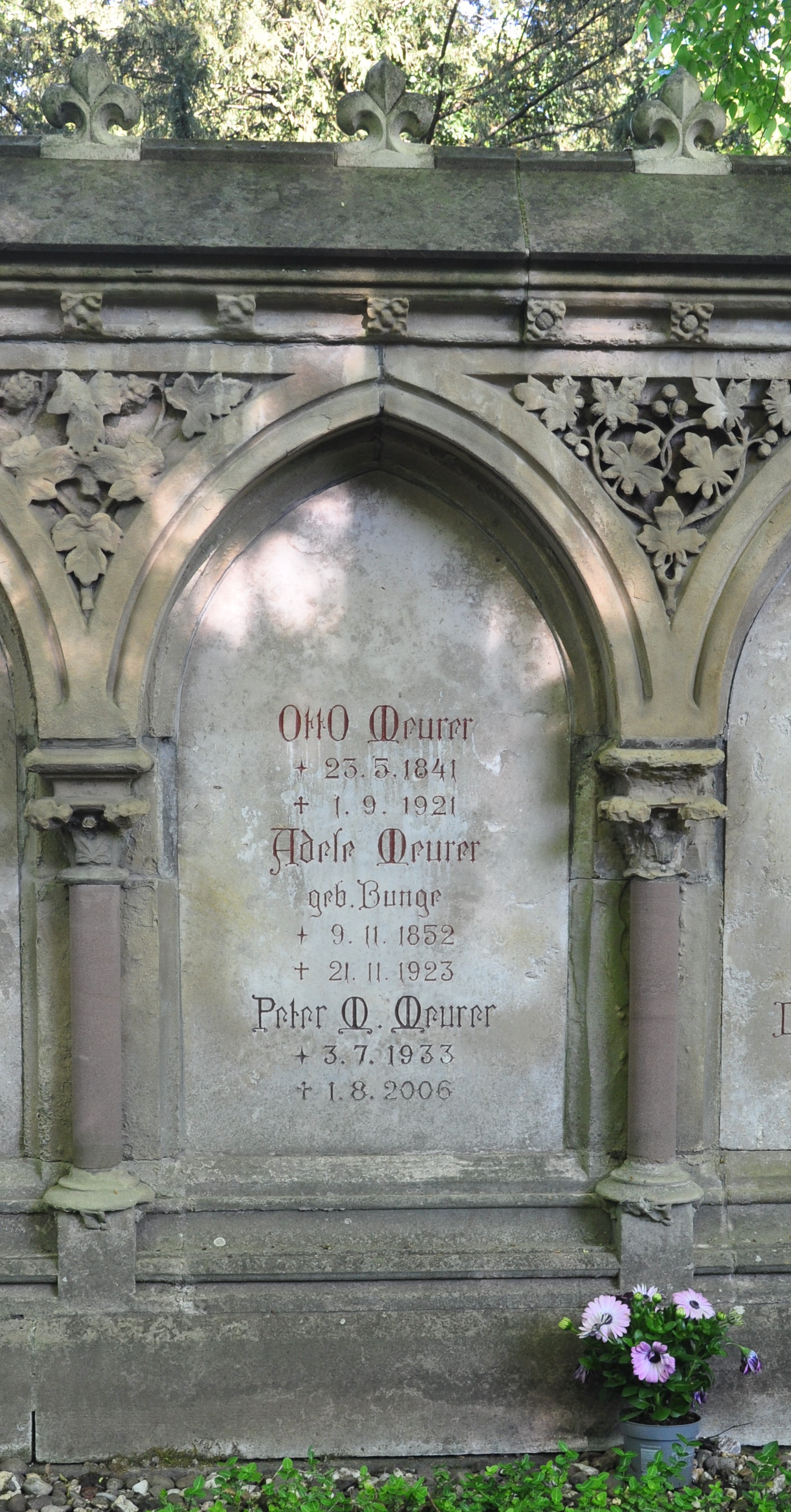
Grab von Adele Meurer auf dem Kölner Melatenfriedhof im Familiengrab (2025)

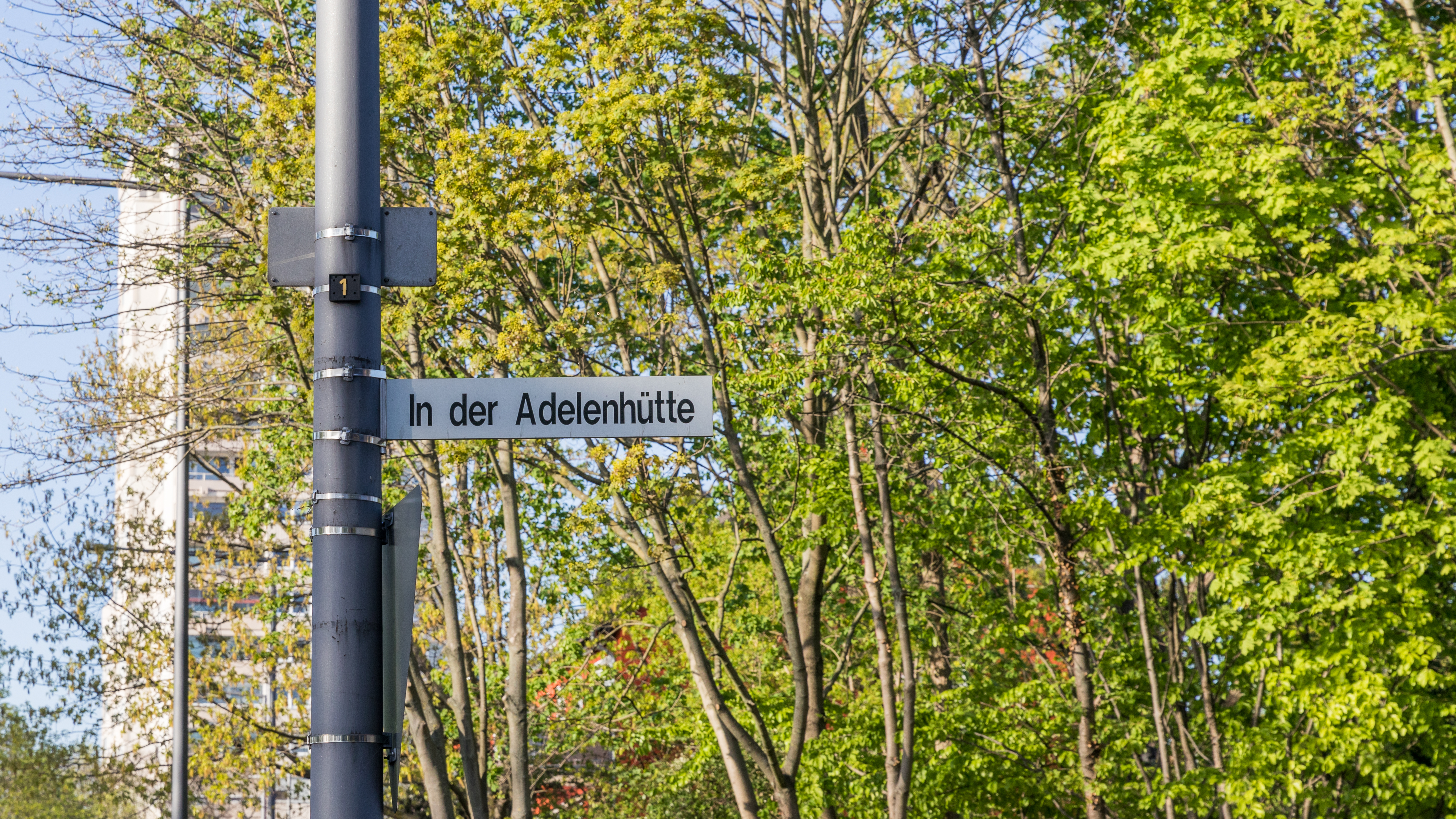
Straßenschild In der Adelenhütte in Porz-Zündorf

Adele Bunge war eine Tochter von Adele Bunge, geb. Andreae, aus Mülheim am Rhein und des in Amsterdam geborenen Kaufmanns Gustav Bunge. Sie hatte drei Schwestern und einen Bruder. Die Familie lebte auf Schloss Sinzig in Sinzig, das der Vater hatte bauen lassen.
1872 heiratete Adele Bunge den Bergbauingenieur Otto Meurer (1841–1921). Er errichtete in Porz-Zündorf das eisenverarbeitende Werk Carl Otto sowie die nach seiner Frau benannte Adelenhütte, eine Eisengießerei, Sandformerei und Steinfabrik.
Adele Meurer engagierte sich in Köln in verschiedenen Frauen-Organisationen. Von 1909 bis 1923 war sie Erste Vorsitzende der Kölner Ortsgruppe des Allgemeinen Deutschen Frauenvereins, in dem sie für das Frauenwahlrecht und mehr politische Mitbestimmung von Frauen eintrat. Gemeinsam mit Rosa Bodenheimer gründete sie Das Lädchen in Köln, eine Verkaufsvermittlung für kriegs- und inflationsbedingte Verarmte. Sie unterstützte den Verein Mädchengymnasium und den Frauenstimmrechtsverein und war von 1914 bis 1918 Schriftführerin der Nationalen Frauengemeinschaft.
Adele Meurer starb 1923 wenige Tage nach ihrem 71. Geburtstag. Sie wurde in der Familiengrabstätte ihres Mannes auf dem Kölner Melaten-Friedhof beigesetzt. Eine indirekte Ehrung für Adele Meurer erfolgte 1964, als eine Straße in Porz-Zündorf In der Adelenhütte benannt wurde. Das von ihr mitbegründete Lädchen besteht bis heute (2025).